# آرداشس پادماگریان
آرداشس خان پادماگریان (ارمنی: Արտաշես Պատմագրյան؛ ‏ انگلیسی: Ārdāšes Batmāngarīān ملقب به اردشیر خان زادهٔ ۱۸۶۳ - درگذشته ۱۹۲۸)، سینمادار ارمنی‌تبار اهل ایران بود.

## زندگی
در سال ۱۸۶۳ میلادی (۱۲۴۲ خورشیدی) زاده شد. از ارمنیان تبریز بود و به وثوق التجار شهرت داشت کارش تجارت پارچه بود و به همین سبب به کشورهای همسایه ایران سفر می‌کرد پادماگریان که با نام اردشیرخان نیز شناخته می‌شد.
نخستین بار در ۱۹۰۰ (۱۲۷۹) به فرانسه سفر کرد و تصاویر متحرک بر پرده را دید. سوغات او از این سفر یک دوچرخه یک گرامافون یک دستگاه نمایش فیلم بود. پادماگریان به عنوان یکی از نخستین پیشگامان تاریخ سینمای ایران در زمینه سینماداری در ۱۹۱۲ (۱۲۹۱) سالن خود را با نام تجدد در خیابان علاءالدوله روبروی بانک ایران و روس (فردوسی کنونی روبه روی بانک پس‌انداز ملی ایران) راه‌اندازی کرد. به دلایلی ناروشن این سال یک سال بعد تعطیل شد و پادماگریان سالن جدیدی را در ۱۹۱۵ (۱۲۹۴) با نام مدرن سینما افتتاح کرد اما این سالن نیز مجدداً تعطیل شد و دو سال بعد در ۱۹۱۷ (۱۲۹۶) پادماگریان سالن دیگری را با نام سینما خورشید افتتاح کرد
آرداشس پادماگریان معمولاً فیلم‌هایش را خود از اروپا وارد می‌کرد و از آنجایی که خورشید نیز مجدداً تعطیل شد یک بار دیگر نیز در ۱۹۲۰ (۱۲۹۹) اقدام به تأسیس سینمایی در هوای آزاد کرد که واقع در باغی در خیابان امیریه بود از آنجایی که در خیابان امیریه چراغ برق نصب شده بود هر بار به محض راه‌اندازی دستگاه نمایش برق خیابان دچار اختلال می‌شد و به همین دلیل نظمیه دستور تعطیلی سینما را صادر کرد.
در ۱۳۰۷ خورشیدی (۱۹۲۸ میلادی) پادماگریان برای معالجه به پاریس رفت و پس از یک عمل جراحی ناموفق در سن ۶۵ سالگی درگذشت.

## رویدادنگاری
- ۱۹۱۱ (۱۲۹۰): آرداشس «سینما تجدد» تهران را در دو طبقه در یک ساختان قدیمی در خیابان علاءالدوله (فردوسی فعلی) افتتاح کرد.[۱]
- ۱۹۱۲ (۱۲۹۱): آرداشس به همراه آنتوان سوریوگین یک سالن سینمای دیگر در خیابان علاءالدوله تأسیس کرد.[۱]
- ۱۹۱۴(۱۲۹۳): آرداشس سالن سینمایی را که سال پیش افتتاح کرده بود، تعطیل کرد و سالن جدیدی را در خیابان لاله‌زار تهران راه انداخت.[۱]
- ۱۹۱۵ (۱۲۹۴): آرداشس در تیرماه «سینما تجدد» تهران را با نام جدید «مدرن سینما» بازگشایی کرد.[۱]
- ۱۹۱۷ (۱۲۹۶): آرداشس در ۲۸ خرداد سینمایی را در خیابان علاءالدوله روبروی بانک روسی افتتاح کرد.[۱]
- ۱۹۲۰ (۱۲۹۹): آرداشس در تابستان این سال یک سینمای تابستانی را در خیابان امیریه افتتاح کرد. هربار که دستگاه نمایش سینما به‌کار می‌افتاد، برق خیابان دچار اختلال می‌شد و به همین دلیل، سینما به دستور نظمیه تعطیل شد.[۱]